# Aire urbaine de Nogent-le-Rotrou
L'aire urbaine de Nogent-le-Rotrou est une aire urbaine française constituée autour de l'unité urbaine de Nogent-le-Rotrou (Eure-et-Loir). À partir d'octobre 2020, la notion statistique d'aire urbaine est remplacée par celle d'aire d'attraction d'une ville.

## Données générales
En 2010, selon l'Insee, l'aire urbaine de Nogent-le-Rotrou était composée de quatorze communes, onze situées en Eure-et-Loir et trois dans l'Orne.
À la suite de la création de plusieurs communes nouvelles, ce nombre est en 2020 de 12, 9 situées en Eure-et-Loir et 3 dans l'Orne.
Le tableau suivant détaille la répartition de l'aire urbaine sur les départements de l'Eure-et-Loir et de l'Orne :
| Département  | Communes (nb) | Communes (%) | Superficie (km²) | Superficie (%) | Population (2018) | Population (%) |
| ------------ | ------------- | ------------ | ---------------- | -------------- | ----------------- | -------------- |
| Eure-et-Loir | 9             | 2,46         | 148,6            | 2,53           | 14 157            | 3,28           |
| Orne         | 3             | 0,78         | 32,9             | 0,54           | 2 066             | 0,73           |

À partir d'octobre 2020, l'aire d'attraction de Nogent-le-Rotrou est substituée à l'aire urbaine pour caractériser l’influence de la commune de Nogent-le-Rotrou sur les communes environnantes.

## Composition de l'aire en 2010
Elle est composée des 12 communes suivantes :

| Nom                          | Code Insee | Statut           | Superficie (km2) | Population (dernière pop. légale) | Densité (hab./km2) |
| ---------------------------- | ---------- | ---------------- | ---------------- | --------------------------------- | ------------------ |
| Arcisses                     | 28236      | commune nouvelle | 45,43            | 2 209 (2022)                      | 49                 |
| Berd'huis                    | 61043      |                  | 11,45            | 1 094 (2022)                      | 96                 |
| Champrond-en-Perchet         | 28072      |                  | 9,02             | 389 (2022)                        | 43                 |
| Les Étilleux                 | 28144      |                  | 8,35             | 194 (2022)                        | 23                 |
| Marolles-les-Buis            | 28237      |                  | 13,08            | 207 (2022)                        | 16                 |
| Nogent-le-Rotrou             | 28280      |                  | 23,49            | 9 305 (2022)                      | 396                |
| Saint-Hilaire-sur-Erre       | 61405      |                  | 15,12            | 486 (2022)                        | 32                 |
| Saint-Jean-Pierre-Fixte      | 28342      |                  | 6,91             | 269 (2022)                        | 39                 |
| Saint-Pierre-la-Bruyère      | 61448      |                  | 6,33             | 428 (2022)                        | 68                 |
| Souancé-au-Perche            | 28378      |                  | 18,94            | 496 (2022)                        | 26                 |
| Trizay-Coutretot-Saint-Serge | 28395      |                  | 11,15            | 438 (2022)                        | 39                 |
| Vichères                     | 28407      |                  | 12,27            | 288 (2022)                        | 23                 |

## Évolution démographique
| 1968   | 1975   | 1982   | 1990   | 1999   | 2010   | 2015   |
| ------ | ------ | ------ | ------ | ------ | ------ | ------ |
| 15 908 | 17 536 | 18 088 | 17 948 | 18 011 | 17 655 | 16 682 |

## Caractéristiques  de l'aire en 1999
D'après la délimitation établie par l'INSEE, l'aire urbaine de Nogent-le-Rotrou est composée de 17 communes, situées en Eure-et-Loir et dans l'Orne. 
Deux des communes de l'aire urbaine font partie de son pôle urbain, l'unité urbaine (couramment : agglomération) de Nogent-le-Rotrou. Les autres communes, dites monopolarisées, sont toutes des communes rurales. L'aire urbaine de Nogent-le-Rotrou appartient à l'espace urbain de Nogent-le-Rotrou.
Le tableau suivant indique l’importance de l’aire dans les départements concernés (les pourcentages s'entendent en proportion de chaque département) :
| Département  | Communes | Communes (%) | Superficie (km²) | Superficie (%) | Population (1999) | Population (%) |
| ------------ | -------- | ------------ | ---------------- | -------------- | ----------------- | -------------- |
| Eure-et-Loir | 9        | 2,2          | 124,13           | 2,1            | 15 447            | 3,8            |
| Orne         | 8        | 1,6          | 119,95           | 2,0            | 5 009             | 1,7            |

### Les 17 communes de l'aire
Voici la liste et les caractéristiques des communes de l'aire urbaine de Nogent-le-Rotrou.
En 1999, ses 20 456 habitants faisaient d'elle la 254e des 354 aires urbaines françaises. En 2006, la population s’élevait à 20 851 habitants.

## Pour approfondir